# Mont Tyree
Le mont Tyree est un sommet culminant à 4 852 mètres d'altitude en Antarctique, ce qui en fait le deuxième plus haut du continent après le massif Vinson situé à moins de dix kilomètres. Il fait partie du massif Sentinel des monts Ellsworth, à la base de la péninsule Antarctique. Découvert en 1958, il est gravi pour la première fois en 1967 et seules cinq expéditions sont parvenues à son sommet en date de 2013. Son ascension est l'une des plus difficiles au monde.

## Toponymie
La montagne est nommée en l'honneur du contre-amiral David M. Tyree, qui commande l'U.S. Naval Support Force en Antarctique du 14 avril 1959 jusqu'au 26 novembre 1962.

## Géographie

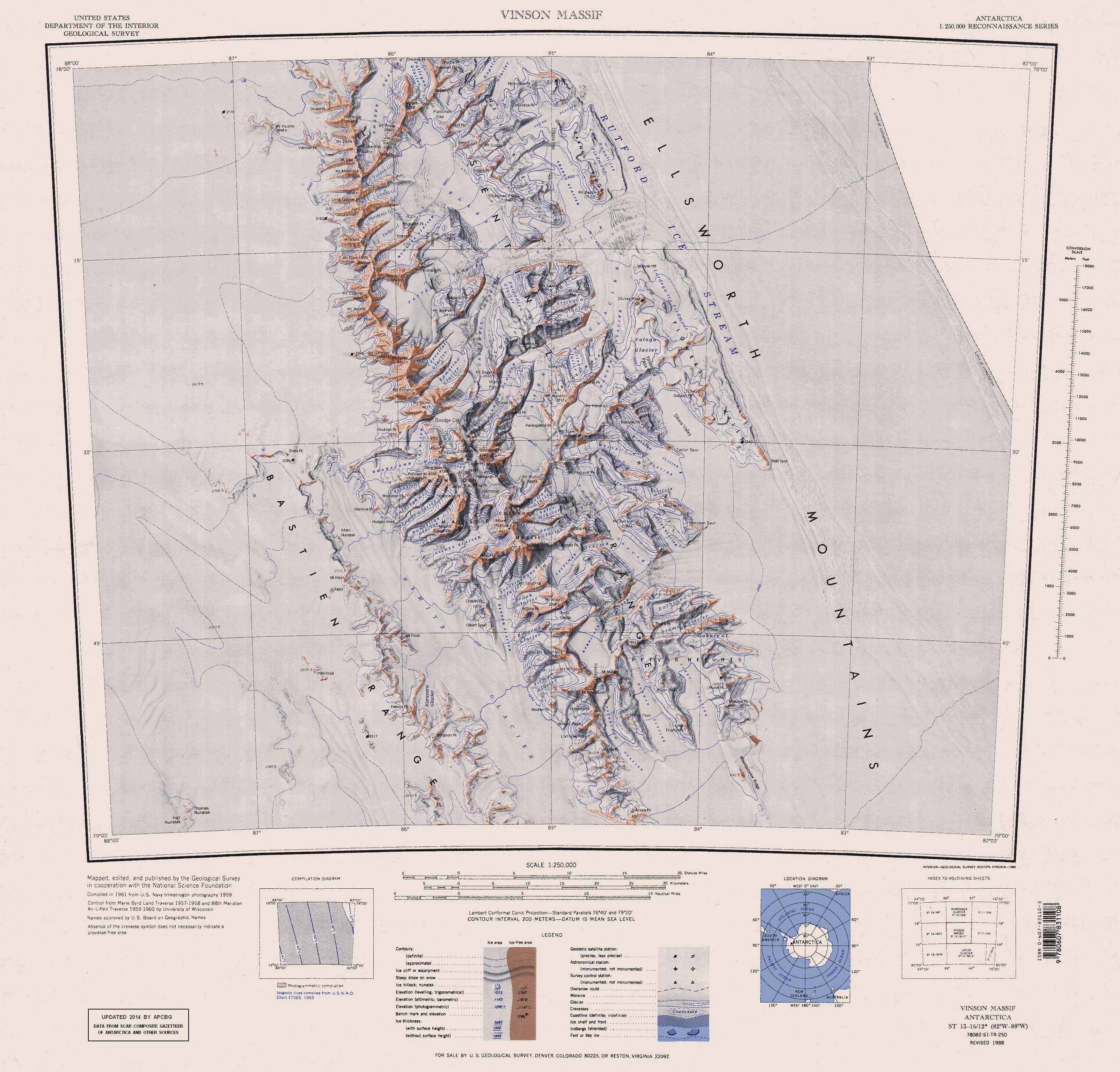
Carte topographique d'une partie des monts Ellsworth avec le mont Tyree au centre gauche.

Le mont Tyree se situe en Antarctique occidental, dans la partie orientale de la terre d'Ellsworth, elle-même délimitée par la mer de Bellingshausen à l'ouest, la péninsule Antarctique au nord-ouest, la barrière de Filchner-Ronne qui recouvre une partie de la mer de Weddell au nord et la terre Marie Byrd au sud. Il est distant d'environ 1 200 kilomètres à vol d'oiseau du pôle Sud. L'Antarctique n'appartenant à aucun pays en vertu du traité sur l'Antarctique de 1959, il n'existe aucune administration ni découpage territorial sur ce continent ; néanmoins, le mont Tyree est inclus dans le Territoire chilien de l'Antarctique, un des secteurs revendiqués par sept pays. Le sommet s'élève à 4 852 mètres d'altitude dans le massif Sentinel, qui constitue la partie septentrionale des monts Ellsworth, ce qui en fait le second plus haut du continent après le massif Vinson. Sa proéminence par rapport à ce dernier, situé à 8,6 kilomètres au sud-est, est de 1 152 mètres. Le glacier Patton se trouve sur son versant septentrional et rejoint le glacier Ellen, alors que le glacier Cervellati naît à l'est et s'épanche vers le glacier Crosswell ; à l'ouest se trouve l'inlandsis.

## Histoire
Le mont Tyree est découvert en janvier 1958 durant les vols de reconnaissance de l'escadron US Navy VX-6 parti de la station Byrd, et cartographié en janvier de l'année suivante par le Marie Byrd Land Traverse Party,.
La première ascension est réalisée le 6 janvier 1967 par Barry Corbet et John Evans, membres de l'équipe de Nicholas Clinch qui avait atteint le sommet du massif Vinson quelques jours auparavant. Ils empruntent un des rares couloirs neigeux dans le versant oriental de l'arête nord-ouest, qui relie le mont Gardner au mont Tyree. Ils sont de retour au camp de base après 22 heures. C'est de loin l'ascension la plus difficile réussie par l'expédition de 1966-1967. L'objectif de cette dernière avait été fixé à l'American Alpine Club par les autorités américaines afin de dévaloriser les sommets du massif Sentinel et de décourager d'autres alpinistes d'y accéder, en particulier au mont Tyree jugé impressionnant et enviable.
En janvier 1989, l'alpiniste américain Mugs Stump (en) est assistant de terrain pour le compte de la National Science Foundation ; son contrat lui interdit de tenter des ascensions à caractère sportif. Pourtant, il ne peut résister au désir de gravir la paroi occidentale du mont Tyree, haute de 2 300 mètres. Il réussit cette première en escalade mixte, en solo et en douze heures, avant de redescendre par la voie Corbet-Evans,,. Il considère alors qu'il s'agit « peut-être de la voie la plus difficile jamais réalisée par l'homme ». Il se tue en mai 1992 en tombant dans une crevasse au mont McKinley, en exerçant comme guide de montagne.
Le 19 novembre 1997, Antoine de Choudens et Antoine Cayrol, du Groupe militaire de haute montagne, ouvrent la voie du Grand couloir de la face est. Choudens meurt en octobre 2003 dans la face sud du Shishapangma. Les militaires français sont suivis par un itinéraire semblable le 16 décembre de la même année, par Conrad Anker et Alex Lowe,. Ce dernier meurt en octobre 1999, également au Shishapangma. Son corps est finalement retrouvé en avril 2016.
Le 3 janvier 2012, Hans Kammerlander, Robert Miller et Christian Stangl parviennent à leur tour au sommet par le Grand couloir de la face est.

## Ascension
L'ascension du mont Tyree est considérée comme difficile. En particulier, ses pentes sont plus rocheuses que celles du massif Vinson, dont la majorité de l'ascension se fait en marche glaciaire. La meilleure période de l'année pour gravir le mont Tyree est l'été austral soit les mois de décembre, janvier et février. En effet, en cas de temps dégagé, la température dans les tentes varie de 0 °C à −10 °C tandis qu'elle peut chuter jusqu'à −35 °C au sommet de la montagne et bien plus en cas de blizzard. Le voyage débute à Punta Arenas dans le Sud du Chili où les alpinistes empruntent durant 4 h 30 un avion-cargo en direction de la base de Patriot Hills située entre le massif Vinson et le pôle Sud. De là, un second vol les dépose à l'ouest du massif Sentinel, à la limite de l'inlandsis.